# Schwere Panzer-Abteilung 505
La schwere Panzer-Abteilung 505 (505e bataillon de chars lourds) est une unité de la Wehrmacht créée le 18 février 1943. Le bataillon combat sur le front de l'Est. 

## Histoire
Elle fut formée à partir du personnel de deux compagnies des 3e et 26e Panzerdivision.

## Commandants
- Février - Août 1943: Major Bernhard Sauvant
- Août - Septembre 1943: Hauptmann von Karlowitz
- Septembre 1943 – Novembre 1944: Hauptmann Werner Freiherr von Beschwitz
- Novembre 1944 – Avril 1945: Major Senfft von Pilsach